# پرلود اپوس ۲۸ شماره ۴ (شوپن)
پرلود اپوس ۲۸ شماره ۴ یکی از پرلودهای فردریک شوپن هست که در سال ۱۸۳۸ نوشته شد. این قطعه، در کنار رکوئیم موتسارت، به درخواست شوپن در مراسم خاکسپاریش اجرا شد.
این پرلود در می مینور هست و تنها از یک صفحه نت تشکیل شده هست. پرلود شماره ۴ در فیلم و سریال‌های متعددی به کار رفته هست. این پرلود همچنین به نام «خفگی» (suffocation) شناخته می‌شود.